# 侯咏
侯 咏（ホウ・ヨン）は、中国（中華人民共和国）を代表する撮影監督の1人。張芸謀（チャン・イーモウ）作品のカメラマンとして知られる。
近年は映画監督としても活動中である。

## 略歴
1960年9月26日、中国陝西省西安市に出生。
1978年に北京電影学院（撮影科）に入学。同期に張芸謀、陳凱歌（チェン・カイコー）等、後に中国映画の「第5世代」と呼ばれた錚々たる顔ぶれが並ぶ。
卒業後は学生時代の仲間たちとのプロジェクトで撮影監督を務め、徐々に頭角を現すようになる。1980年代後半〜1990年代前半は田壮壮（ティエン・チュアンチュアン） 、そして1990年代後半からは張芸謀と組み、中でも、庶民の生活や素朴な感情を描いた張監督との3作品『あの子を探して』『初恋のきた道』『至福のとき』は、海外で注目を浴びた。
2004年には章子怡（チャン・ツィイー）主演の『ジャスミンの花開く』で、メジャー作品の映画監督デビューを果たしている。

## 主な作品

### 撮影
- （九月） （1984年）
- 狩り場の掟（猎場扎撒） （1985年）
- 盗馬賊（盗馬賊） （1985年）
- 孫文（孫中山） （1987年）
- 晩鐘（晩鐘） （1988年）
- 青い凧（藍風箏） （1993年）
- 息子の告発（天国逆子） （1994年）
- 南京1937（南京大屠殺） （1995年）
- 新北京物語（混在北京） （1996年）
- 阿片戦争（鴉片戦争） （1997年）
- （Lanai-Loa） （1998年）
- あの子を探して（一個都不能少） （1999年）
- 初恋のきた道（我的父親母親） （1999年）
- 至福のとき（幸福時光） （2000年）
- HERO（英雄） （2002年）
- （我為誰狂） （2004年）
- ヒマラヤ王子（喜馬拉雅王子） （2006年）
- 楊貴妃 Lady Of The Dynasty（王朝的女人・楊貴妃） （2015年）

### 監督
- （天出血）  （1991年）
- ジャスミンの花開く（茉莉花開） （2004年） ※ 兼・脚本
- 復讐の春秋 -臥薪嘗胆-（臥薪嘗胆） （2007年） ※ テレビドラマ
- （一個人的奥林匹克） （2008年）
- 上陽賦〜運命の王妃〜（上陽賦） （2021年） ※ テレビドラマ
- マニフェスト（望道） （2023年） ※ 兼・脚本、2023東京・中国映画週間で上映

### 出演
- （大宅門 第2部） （2003年） ※ テレビドラマ